# Vestalis luctuosa
Vestalis luctuosa – gatunek ważki z rodziny świteziankowatych (Calopterygidae).